# Uta Merzbach
Uta Caecilia Merzbach (Berlín, 9 de febrero de 1933 - 27 de junio de 2017) fue una historiadora de las matemáticas germano-estadounidense que se convirtió en la primera conservadora de instrumentos matemáticos en el Instituto Smithsoniano. 

## Infancia
Merzbach nació en Berlín, donde su madre era filóloga y su padre economista en la Asociación de Judíos del Reich en Alemania durante la Segunda Guerra Mundial. El gobierno nazi cerró la asociación en junio de 1943, arrestaron a la familia junto con otros miembros destacados de la asociación, y los enviaron al campo de concentración de Theresienstadt el 4 de agosto de 1943. Los Merzbach sobrevivieron a la guerra y al campo y, después de vivir durante un año en un campo de refugiados en Deggendorf, se mudaron a Georgetown (Texas) en 1946, donde su padre encontró un puesto de profesor en la Universidad Southwestern.

## Educación
Después de la escuela secundaria en Brownwood (Texas), Merzbach ingresó a Southwestern. Dos años después se trasladó a la Universidad de Texas en Austin, donde se graduó en 1952 con una licenciatura en matemáticas. En 1954 obtuvo una maestría allí, también en matemáticas. Merzbach se convirtió en maestra de escuela, pero pronto volvió a estudiar un posgrado en la Universidad de Harvard. 
Culminó su doctorado en Harvard en 1965. Su tesis, Quantity of Structure: Development of Modern Algebraic Concepts from Leibniz to Dedekind (Cantidad de estructura: desarrollo de conceptos algebraicos modernos desde Leibniz a Dedekind), combinó matemáticas e historia de las matemáticas; fue supervisado conjuntamente por el matemático Garrett Birkhoff y el historiador de la ciencia I. Bernard Cohen. 

## Carrera profesional
Merzbach se unió al Smithsonian como curadora asociada en 1964, y trabajó allí hasta 1988 en el Museo Nacional de Historia Estadounidense. Además de coleccionar objetos matemáticos en el Smithsonian, también recopiló entrevistas con muchas de las personas pioneras de la computación. En 1991, se convirtió en coautora de la segunda edición de A History of Mathematics, publicada originalmente en 1968 por Carl Benjamin Boyer. Después de su jubilación, regresó a Georgetown (Texas), donde murió en 2017. 